# Herodor de Mègara
Herodor de Mègara (grec antic: Ἡρόδωρος ὁ Μεγαρεύς, llatí: Herodorus) va ser un músic grec nascut a Mègara que va obtenir deu victòries seguides als Jocs Olímpics, en el concurs de trompetes. Va destacar per la mida, voracitat i sonoritat de la seva trompeta.